# Microtea
Microtea — рід квіткових рослин родини Microteaceae, що походить з Карибських островів, Центральної та Південної Америки.

## Види
Спочатку Microtea належав до Phytolaccaceae, але тепер у нього є власна родина Microceae. Нижче наведено такі види, прийняті в Списку рослин:
- Microtea debilis Sw.
- Microtea glochidiata Moq.
- Microtea longebracteata H. Walter
- Microtea maypurensis (Kunth) G.Don
- Microtea paniculata Moq.
- Microtea portoricensis Urb.
- Microtea scabrida Urb.
- Microtea sulcicaulis Chodat
- Microtea tenuifolia Moq.